# Jamil Chami
Jamil Chami is een Nederlandse beoefenaar van Taekwon-do (ITF). Hij werd wereldkampioen Taekwon-do in de klasse tot 71 kilo tijdens het Wereldkampioenschap in Quebec (Canada) op 3 juni 2007. Hij versloeg in de halve finale de meervoudig wereldkampioen Neil Ernest uit Wales. In de finale wist hij uiteindelijk te winnen van de voorgaande wereldkampioen, de Roemeen Cosmin Oprescu.
Jamil Chami geeft op verschillende locaties in Utrecht les bij zijn club ‘Tjamie Sports’. 